# Andrea Hlaváčková
Andrea Hlaváčková (n. 10 august 1986, Plzeň, Cehoslovacia) este o jucătoare de tenis cehă, medaliată olimpică. A participat la 2 ediții ale Jocurilor Olimpice (2012, 2016) în care a câștigat o medalie de argint.